# Antoine Béchamp
Pierre Jacques Antoine Béchamp (16 de octubre de 1816 - 15 de abril de 1908) fue un biólogo y químico francés, descubridor del preantibiótico "ácido p-aminofenilarsénico" "Atoxyl". Es conocido tanto por sus avances en química orgánica aplicada (que llevaron al posterior desarrollo de la industria de los tintes sintéticos y de los medicamentos quimioactivos), como por su enconada rivalidad con Louis Pasteur.

## Vida y carrera
Béchamp nació en Bassing, Lorena (Francia), en 1816, hijo de un molinero. Vivió en Bucarest (Rumania) desde los 7 a los 18 años, con un tío que trabajaba en la oficina del embajador de Francia. Fue educado en la Universidad de Estrasburgo, recibió un doctorado en ciencias en 1853 y un doctorado en medicina en 1856, y dirigió una farmacia en la ciudad. En 1854 fue nombrado profesor de química en la Universidad de Estrasburgo, un cargo que anteriormente ocupaba Louis Pasteur.
En 1856, después de obtener su título de médico, Béchamp se incorporó al profesorado de la Universidad de Montpellier, donde permaneció hasta 1876, cuando fue nombrado Decano de la Facultad Católica de Medicina en la Universidad de Lille Nord-de-France. El tiempo de Béchamp en Lille fue tormentoso, ya que su disputa con Pasteur llevó a que propusiera que los trabajos de su rival figurasen en el "Index librorum prohibitorum" (el índice de libros prohibido por la Iglesia Católica).
La rivalidad de Béchamp con Pasteur se inició con su atribución de la fermentación a los microorganismos; continuó con las causas de la pebrina, una enfermedad de los gusanos de seda causada por microorganismos; y finalmente, con su disputa sobre la validez de la teoría microbiana de la enfermedad. Béchamp también impugnó la teoría celular. Se retiró envuelto en esta polémica en 1886, para dedicarse brevemente a dirigir una farmacia con su hijo. Finalmente se mudó a París, donde se le asignó un pequeño laboratorio en la Sorbona. Uno de sus estudiantes fue Victor Galippe, un médico que estudió los microorganismos en las plantas y su papel en la salud humana.
Béchamp murió a la edad de 91 años. Su trabajo se había desvanecido en la oscuridad científica y la versión de Pasteur de la teoría de los gérmenes era la dominante. Un breve obituario en el "British Medicine Journal" señaló que el nombre de Béchamp estaba "asociado con controversias pasadas con respecto a la prioridad de determinados descubrimientos, cuyo recuerdo no hace bien a nadie."

## Principales descubrimientos
Desarrolló la reducción de Béchamp, un método económico para producir tintes de anilina, que permitió a William Perkin iniciar la industria de los colorantes sintéticos. También sintetizó el primer fármaco compuesto de organoarsénico, el ácido arsenílico, a partir del que Paul Ehrlich sintetizaría la Arsfenamina, el primer medicamento quimioterapéutico.
También se le reconoce como el descubridor de la zimasa, mezcla enzimática que interviene en la fermentación alcohólica, que treinta años después el químico alemán Buchner logrará aislar para su estudio más acabado.

## Teoría sobre los gérmenes
Fue un firme opositor al monomorfismo, una de las dos hipótesis en controversia vigentes entre finales del siglo XIX y el principio del siglo XX, sobre el ciclo biológico de los gérmenes considerados patógenos. Apoyaba el pleomorfismo, la habilidad de algunos microorganismos para modificar su aspecto en respuesta a cambios en el medio.
Béchamp afirmaba que "todas las materias orgánicas naturales protegidas absolutamente contra los gérmenes atmosféricos, invariable y espontáneamente, se alteran y fermentan, porque necesariamente tienen dentro de sí mismas los agentes de su espontánea alteración, digestión o disolución".
Afirmó que las "granulaciones moleculares" descubiertas en los fluidos biológicos eran en realidad las unidades elementales de la vida, denominándolas "microzymas", es decir, "pequeñas enzimas", y las reconoció como productoras de las enzimas responsables de la construcción de las células microbianas, mientras que en un medio con condiciones favorables podían evolucionar en bacterias. Al negar que las bacterias pudieran invadir a un animal sano y causar una enfermedad, Béchamp afirmó en cambio que son las condiciones ambientales y del huésped desfavorables las que desestabilizan las microzymas nativas del huésped, descomponiendo el tejido del huésped para producir bacterias patógenas.

## Legado
Mientras que la teoría celular y la teoría de los gérmenes ganaron aceptación generalizada, las teorías granulares perdieron presencia progresivamente. La versión de Béchamp, la teoría microzimiana, ha sido conservada por pequeños grupos, especialmente entre algunos partidarios de la medicina alternativa y entre algunos teóricos especializados en el uso de la microscopía de campo oscuro.
En la actualidad, el trabajo de Béchamp continúa siendo promovido por un pequeño grupo de defensores de la medicina alternativa (también conocidos como negacionistas de la teoría de los gérmenes), incluidos los defensores de teorías alternativas del cáncer, que rechazan la teoría de los gérmenes de Pasteur y argumentan que las ideas de Béchamp se ignoraron injustamente. Acusan a Pasteur y a la Academia de Ciencias de Francia de plagiar y luego suprimir el trabajo de Béchamp, apoyándose en trabajos como el libro de Ethel Douglas Hume titulado Béchamp o Pasteur: Un capítulo perdido en la historia de la biología, publicado en 1920.

## Obra
- Recherches sur la pyroxyline. Thèse d'État és chimie. Strasbourg: Imp. G. Silberman, 1853.
- De l'Action Chimique de la Lumière. Disertación leída en el Departamento de Física, Strasbourg, le 19 d'aout 1853. Strasbourg: Imp. G. Silbermann, 1853.
- Analyse qualitative et quantitative de l'eau minérale alcaline gazeuse de Soultzmatt. Imp. Huder, 1853.
- Essai sur les substances albuminoïdes et sur leur transformation en urée. Strasbourg: Imp. Silberman, 1856.
- Les Microzymas. París: J. B. Baillière et fils, 1883. Réédition par le Centre International d'études A. Béchamp, 1990.
- Recherches sur les modifications moléculaires ou états isallotropiques de la matière amylacée. Lille: Imp. L. Daniel, 1884. Acceso en línea de la Biblioteca nacional de Francia (BNF) - Gallica